# Озёрное (Джанкойский район)
Озёрное (до 1948 года Но́вый Джанко́й и Узу́н-Сака́л Тата́рский; укр. Озерне, крымскотат. Uzun Saqal, Узун Сакъал) — село в Джанкойском районе Республики Крым, в составе Рощинского сельского поселения (согласно административно-территориальному делению Украины — Рощинского сельского совета Автономной Республики Крым).

## Население
| 2001 | 2014 |
| ---- | ---- |
| 82   | ↘44  |

Всеукраинская перепись 2001 года показала следующее распределение по носителям языка
| Язык             | Процент |
| ---------------- | ------- |
| русский          | 64.63   |
| крымскотатарский | 24.39   |
| украинский       | 10.98   |

### Динамика численности
| - 1805 год — 182 чел. - 1864 год — 25 чел. - 1889 год — 109 чел. - 1892 год — 85 чел. - 1900 год — 222 чел. - 1915 год — 11/164 чел. | - 1926 год — 101 чел. - 1939 год — 137 чел. - 2001 год — 82 чел. - 2009 год — 77 чел. - 2014 год — 44 чел. |

## Современное состояние
На 2017 год в Озёрном числится 1 улица — Озёрная; на 2009 год, по данным сельсовета, село занимало площадь 3 гектара на которой, в 24 дворах, проживало 77 человек.

## География
Озёрное — маленькое село в центре района, в степном Крыму, на ручье Степной, правом притоке Мирновки, высота центра села над уровнем моря — 12 м. Соседние сёла: практически примыкающее с севера Новостепное и Ближнегородское в 2 км на юг. Расстояние до райцентра — около 8 километров (по шоссе), там же ближайшая железнодорожная станция. Транспортное сообщение осуществляется по региональной автодороге 35Н-162 протяжённостью 0,5 км от шоссе 35А-002 граница с Украиной — Симферополь — Алушта — Ялта (по украинской классификации — С-0-10439).

## История
Первое документальное упоминание села встречается в Камеральном Описании Крыма… 1784 года, судя по которому, в последний период Крымского ханства Узун Сакал входил в Орта Чонгарский кадылык Карасубазарского каймаканства. После присоединения Крыма к России (8) 19 апреля 1783 года, (8) 19 февраля 1784 года, именным указом Екатерины II сенату, на территории бывшего Крымского Ханства была образована Таврическая область и деревня была приписана к Перекопскому уезду. После Павловских реформ, с 1796 по 1802 год, входила в Перекопский уезд Новороссийской губернии. По новому административному делению, после создания 8 (20) октября 1802 года Таврической губернии, Узун-Сакал был включён в состав Кокчора-Киятской волости Перекопского уезда.
В Ведомости о всех селениях в Перекопском уезде состоящих с показанием в которой волости сколько числом дворов и душ… от 21 октября 1805 года деревня записана, как просто Кият с 14 дворами и 118 жителями, крымскими татарами. Затем, видимо, вследствие эмиграции крымских татар в Турцию, население стало сокращаться: уже на военно-топографической карте 1817 года обозначены рядом 2 деревни Узун сакал и Кият с 14 дворами в обеих. После реформы волостного деления 1829 года Узюн Сакал Кият, согласно «Ведомости о казённых волостях Таврической губернии 1829 года» остался в составе Кокчоракиятской волости. На карте 1836 года в деревне Узун-Сакал-Янкой (Джанкой) 38 дворов, как и на карте 1842 года.
В 1860-х годах, после земской реформы Александра II, деревню включили в состав Владиславской волости того же уезда. В «Списке населённых мест Таврической губернии по сведениям 1864 года», составленном по результатам VIII ревизии 1864 года, Узун-Сакал-Джанкой — владельческая татарская деревня с 10 дворами и 25 жителями при колодцах. По обследованиям профессора А. Н. Козловского начала 1860-х годов, в селении Узун Сакал-Кият вода в колодцах глубиной от 1,5—3 до 5 саженей (от 2 до 10 м) была частью солоноватая, а частью солёная. Согласно «Памятной книжке Таврической губернии за 1867 год», деревня была покинута жителями в 1860—1864 годах, в результате эмиграции крымских татар, особенно массовой после Крымской войны 1853—1856 годов, в Турцию и оставалась в развалинах. И, если на трёхверстовой карте Шуберта 1865 года Узун-Сакал-Яникой (Джянкой) ещё обозначен, то на карте, с корректурой 1876 года, его уже нет. К ревизии 1887 года деревня, видимо, была заселена выходцами из России, так как в «Памятной книге Таврической губернии 1889 года» записан Узун-Сакал-Джанкой Байгончекской волости (к 1886 году Владиславская волость была упразднена) с 36 дворами и 109 жителями.
После земской реформы 1890 года Узун-Сокал-Джанкой-Старый отнесли к Тотанайской волости. Согласно «…Памятной книжке Таврической губернии на 1892 год», в деревне Узун-Сокал-Джанкой-Старый, в которой проживали безземельные на скопщине, было 85 жителей в 10 домохозяйствах. По «…Памятной книжке Таврической губернии на 1900 год» в Старом Джанкое числилось 222 жителя в 51 дворе. По Статистическому справочнику Таврической губернии. Ч.II-я. Статистический очерк, выпуск пятый Перекопский уезд, 1915 год, в деревне Узун-Сакал-Джанкой татарский (на земле Тайганского) Тотанайской волости Перекопского уезда числилось 17 дворов (все дворы безземельные) с татарским населением в количестве 11 человек приписных жителей и 164 «посторонних», из которых 89 мужчин и 86 женщин. Жители землёй не владели, но за селением числилось (совместно с селением Узун-Сакал Немецкий) 1200 десятин земли. В хозяйствах имелось 64 лошади, 6 волов, 20 коров и 200 голов мелкого скота.
После установления в Крыму Советской власти, по постановлению Крымревкома от 8 января 1921 года № 206 «Об изменении административных границ» была упразднена волостная система и в составе Джанкойского уезда был создан Джанкойский район. В 1922 году уезды преобразовали в округа. 11 октября 1923 года, согласно постановлению ВЦИК, в административное деление Крымской АССР были внесены изменения, в результате которых округа были ликвидированы, основной административной единицей стал Джанкойский район и село включили в его состав. Согласно Списку населённых пунктов Крымской АССР по Всесоюзной переписи 17 декабря 1926 года, в селе Узун-Сакал (татарский), Немецко-Джанкойского сельсовета (в котором село состояло до 1968 года) Джанкойского района, числилось 24 двора, все крестьянские, население составляло 101 человек, все татары, действовала татарская школа. Постановлением ВЦИК РСФСР от 30 октября 1930 года был вновь создан Биюк-Онларский район (указом Президиума Верховного Совета РСФСР № 621/6 от 14 декабря 1944 года переименованный в Октябрьский), теперь как немецкий национальный, в который включили село. Постановлением Президиума КрымЦИКа «Об образовании новой административной территориальной сети Крымской АССР» от 26 января 1935 года был создан немецкий национальный Тельманский район (с 14 декабря 1944 года — Красногвардейский) и село вошло в его состав. По данным всесоюзной переписи населения 1939 года в селе проживало 137 человек.
В 1944 году, после освобождения Крыма от фашистов, 12 августа 1944 года было принято постановление № ГОКО-6372с «О переселении колхозников в районы Крыма» и в сентябре 1944 года в район приехали первые новоселы (27 семей) из Каменец-Подольской и Киевской областей, а в начале 1950-х годов последовала вторая волна переселенцев из различных областей Украины. С 25 июня 1946 года Узун-Сакал в составе Крымской области РСФСР. Указом Президиума Верховного Совета РСФСР от 18 мая 1948 года, Новый Джанкой и Узун-Сакал татарский объединилили в Озёрное. 26 апреля 1954 года Крымская область была передана из состава РСФСР в состав УССР. 1 января 1965 года, указом Президиума ВС УССР «О внесении изменений в административное районирование УССР — по Крымской области», Озёрное вновь включили в состав Джанкойского района, в 1968 году образован Рощинский совет и село переподчинили ему. С 12 февраля 1991 года село в восстановленной Крымской АССР, 26 февраля 1992 года переименованной в Автономную Республику Крым. С 21 марта 2014 года в составе Крыма аннексировано Россией.

### Новый Джанкой
Впервые в исторических документах селение встречается в Списке населённых пунктов Крымской АССР по Всесоюзной переписи 17 декабря 1926 года, согласно которому в селе Джанкой Новый Немецко-Джанкойского сельсовета Джанкойского района, числилось 27 двор, из них 26 крестьянских, население составляло 130 человек, из них 70 немцев, 55 русских, 5 армян, действовала немецкая школа. С 30 октября 1930 года входил в Биюк-Онларский район, с 26 января 1935 года в немецкий национальный Тельманский. Вскоре после начала Великой Отечественной войны, 18 августа 1941 года крымские немцы были выселены, сначала в Ставропольский край, а затем в Сибирь и северный Казахстан.
Указом Президиума Верховного Совета РСФСР от 18 мая 1948 года объединён с Узун-Сакалом татарским в Озёрное.